# Palais de la Virreina
Le Palais de la Virreina (en catalan : Palau de la Virreina) ou Palais de la vice-reine, est un palais situé au 9 de l'avenue la Rambla de Barcelone, dans le quartier du Raval.
Il est considéré comme l'un des meilleurs exemples baroque de l'architecture civile catalane.
Les salles et le patio du palais constituent le siège de l'espace culturel de la Mairie de Barcelone et servent de cadre à des expositions temporaires. Il est déclaré bien culturel d'intérêt national.

## Galerie

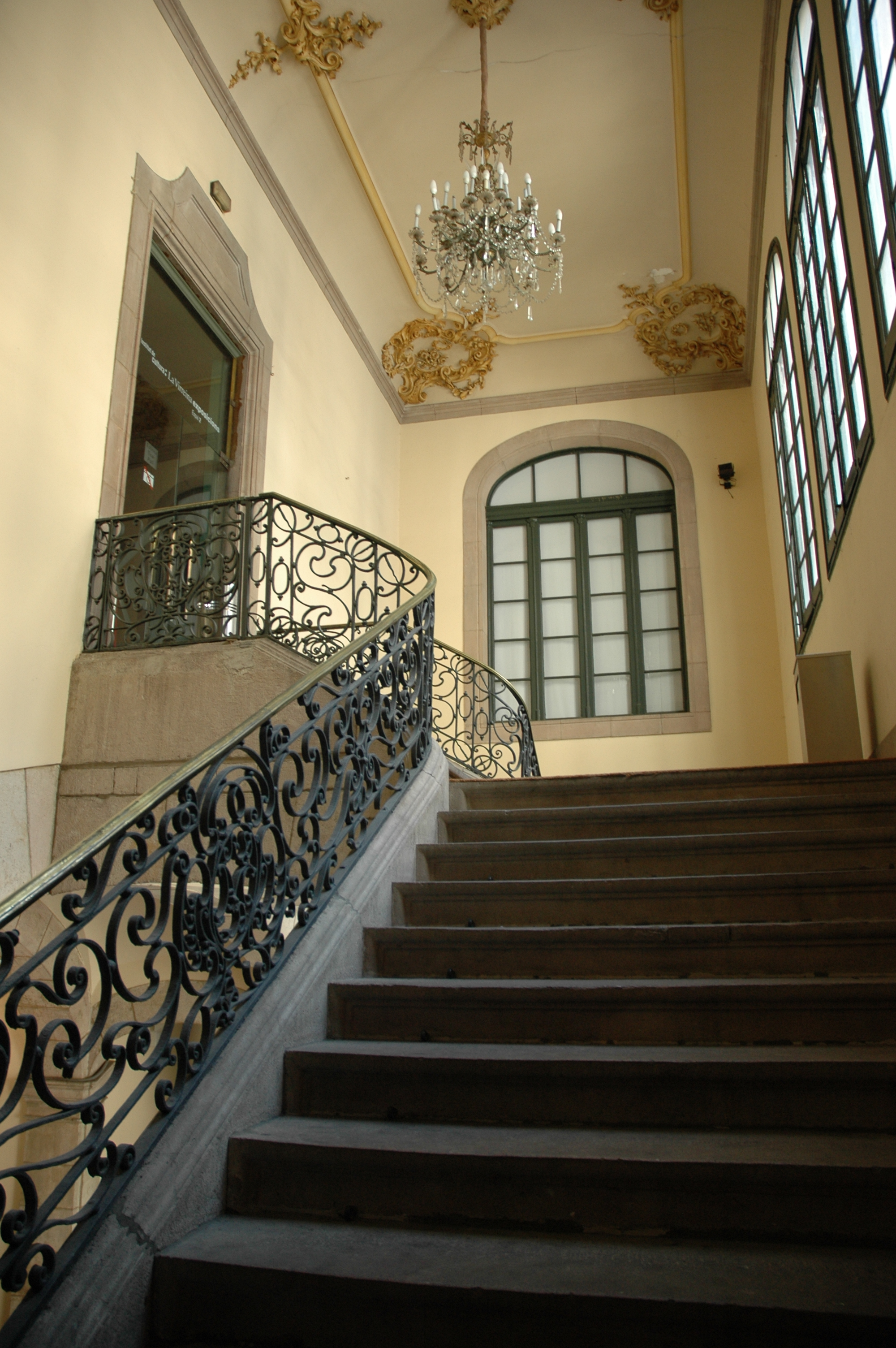
Escalier de la cour intérieure
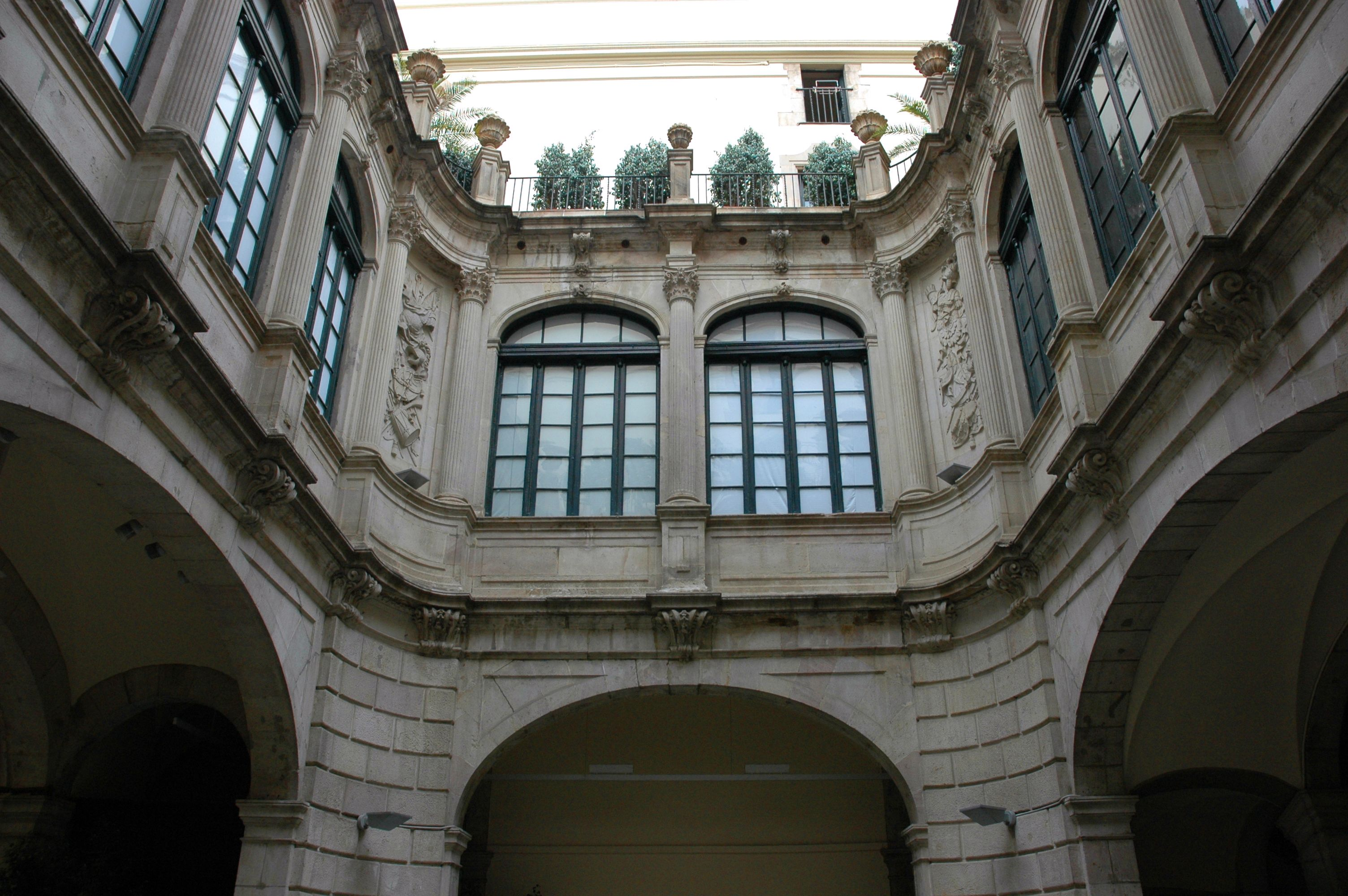
Vue de la cour intérieure
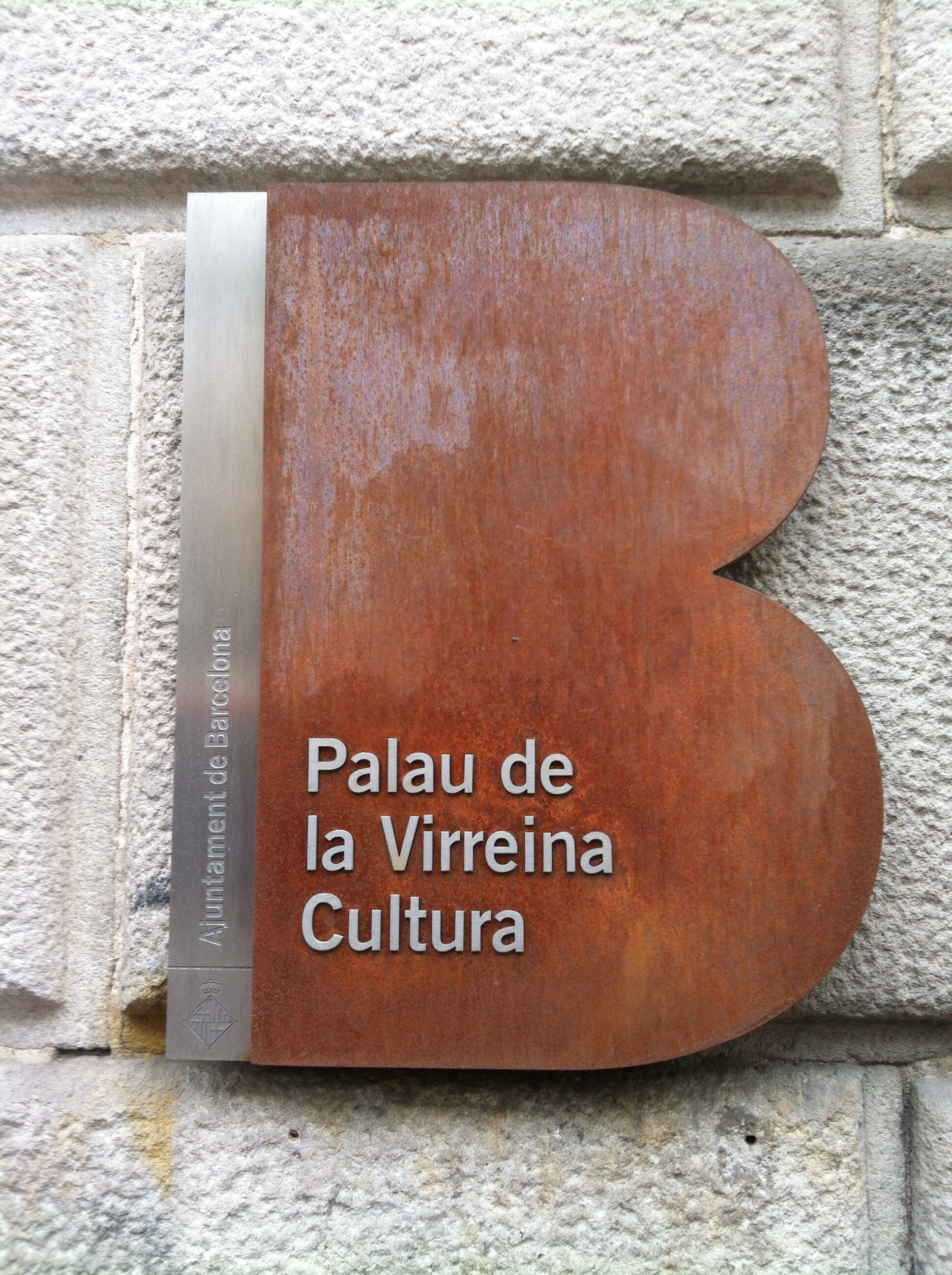
Plaque à l'entrée
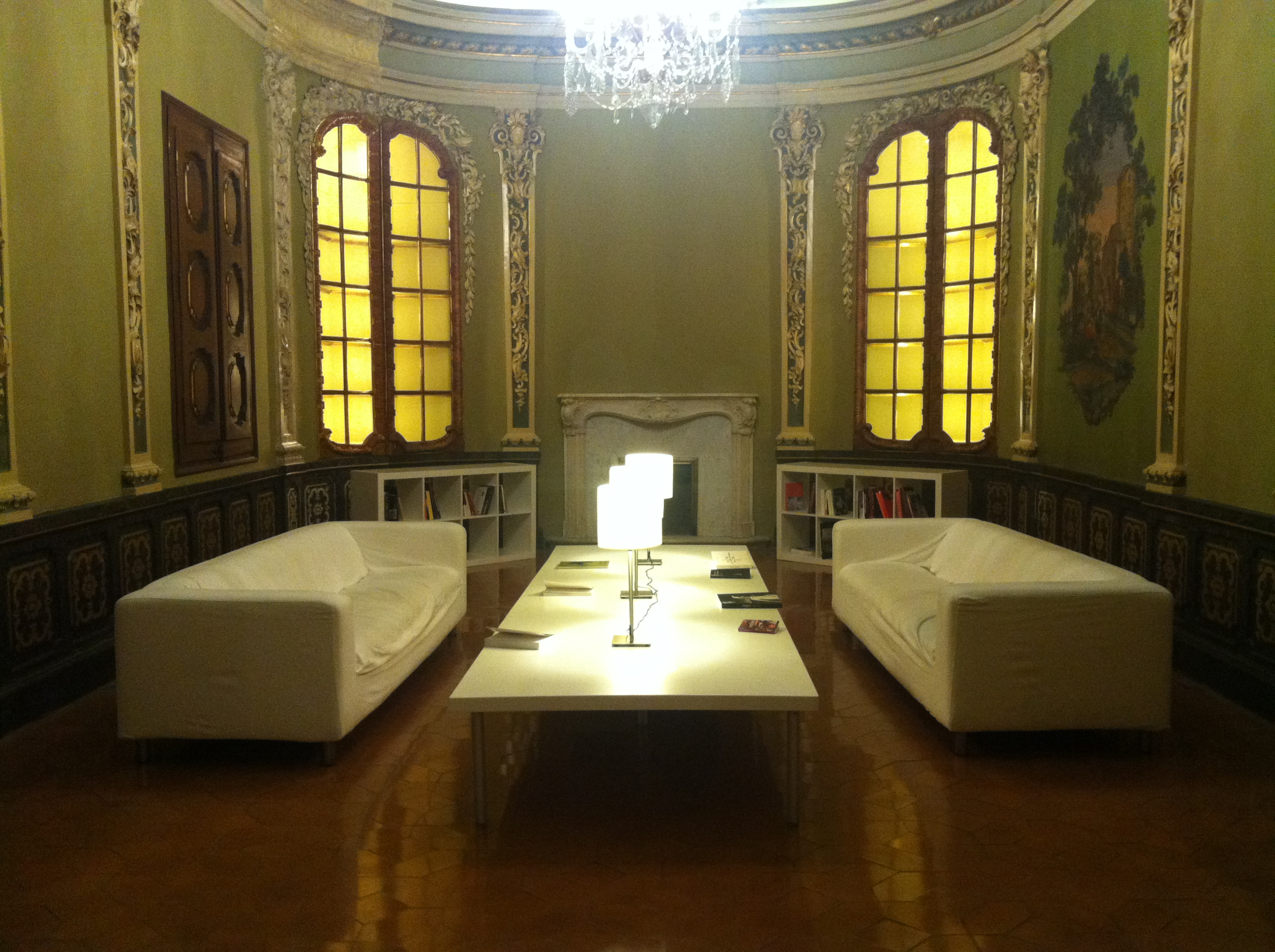
Intérieur du Palais
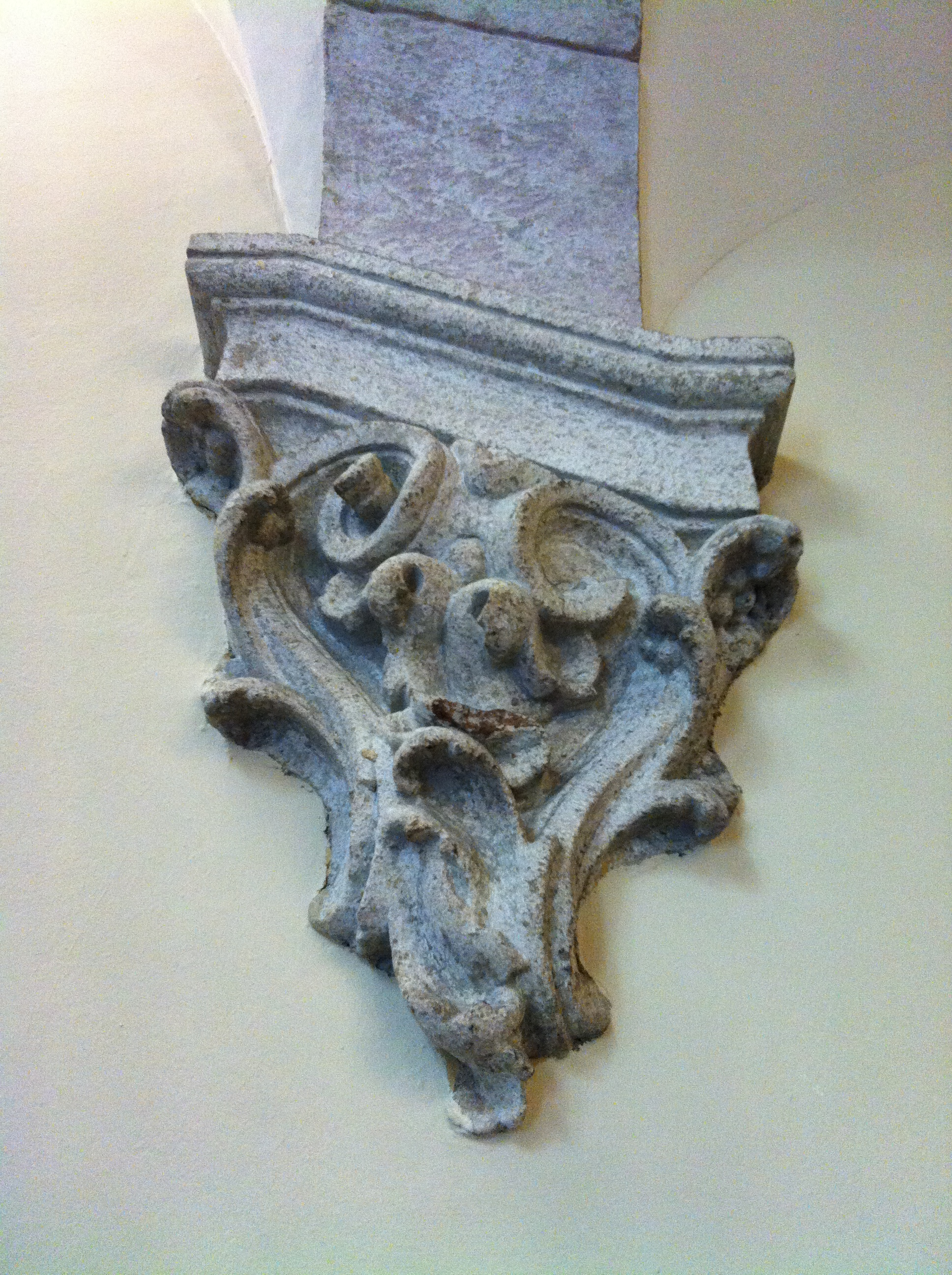
Détail

## Expositions
- 2014: Ryszard Kapuściński, Martin Parr ;
- 2015: Hélas Weiwei, Jordi Socías, Sophie Calle, Ricard Garcia Vilanova, Michael Snow, Albert Serra ;
- 2016: Alexander Kluge, Copi[3];
- 2017: Ketty La Rocca, Robert Cahen, Paula Rego, Yves Bélorgey ;
- 2018: Max d'Esteban, Raquel Friera, Natalie Bookchin, Mar Arza, Lorenza Böttner.